# Tòa thị chính San Francisco

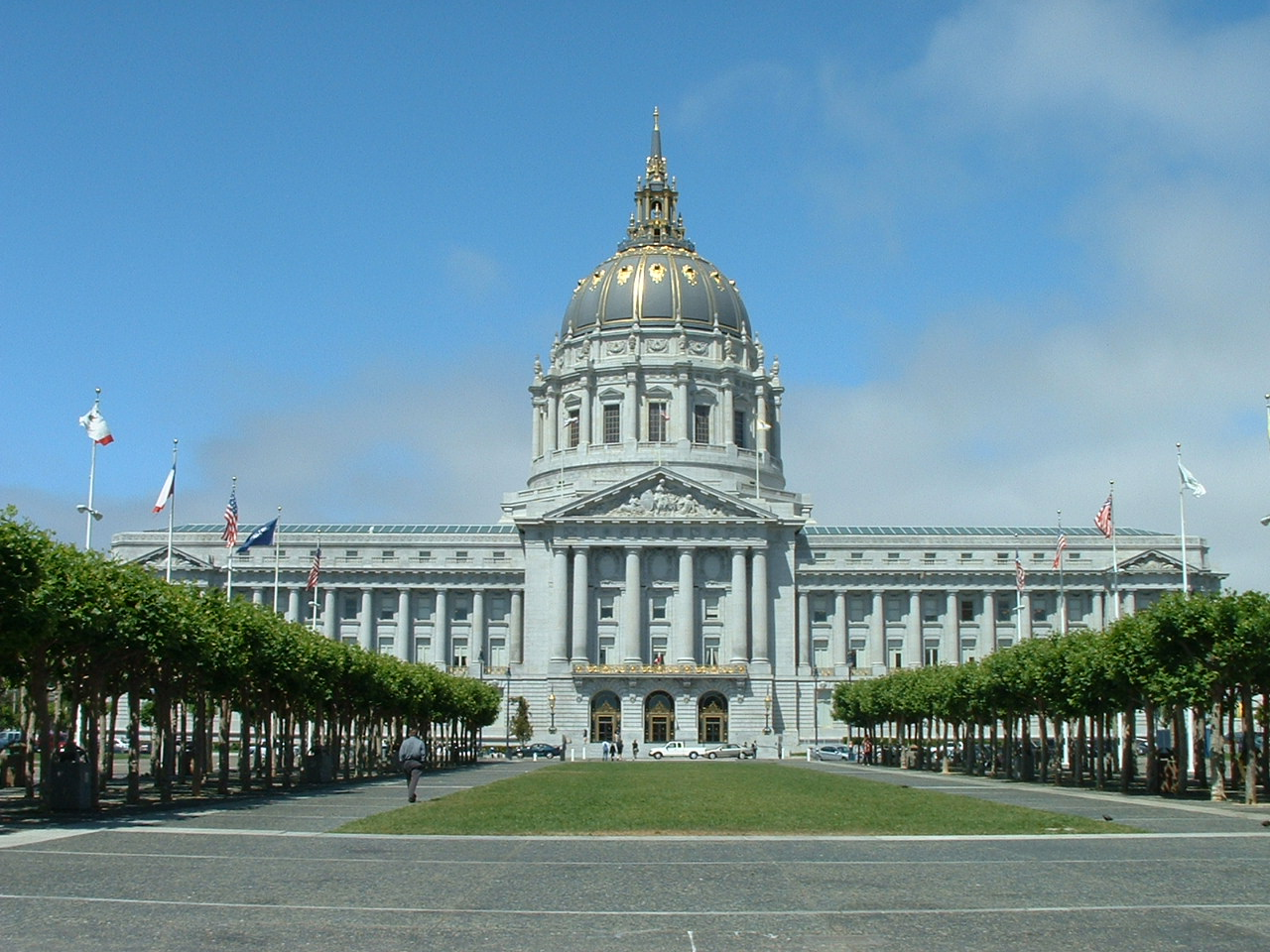
Tòa thị chính San Francisco, mùa hè năm 2003.

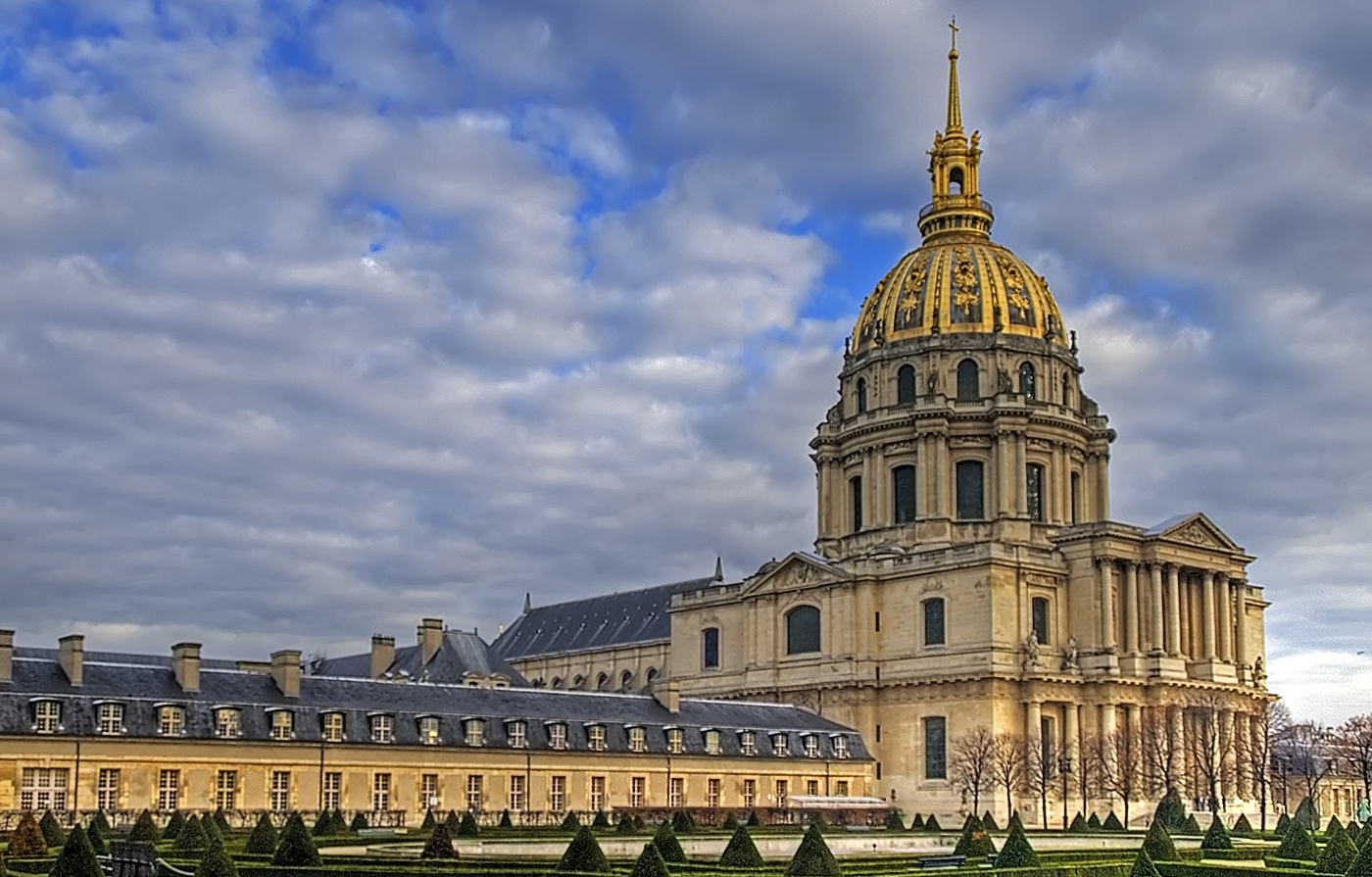
Điện Invalides ở Paris, hình mẫu cho Tòa thị chính San Francisco

Tòa thị chính của thành phố San Francisco ở tiểu bang California, khánh thành năm 1915 trong một không gian mở của khu Civic Center, là một công trình Beaux-Arts trong thời kỳ phong trào "City Beautiful" ngắn gợi nhớ đến Phục hưng Mỹ giai đoạn 1880-1917. Tòa nhà hiện tại thực sự là một công trình thay thế cho Tòa thị chính ban đầu đã bị phá hủy hoàn toàn trong Động đất năm 1906.
Kiến trúc sư của tòa nhà là Arthur Brown Jr. Brown cũng là người đã thiết kế War Memorial Opera House, Tòa nhà Cựu chiến bin, Temple Emanuel, Coit Tower và tòa nhà Liên bang tại 50 United Nations Plaza.

## Kiến trúc
Tòa nhà rộng 46.000 m² và chiếm hai khu phố của San Francisco. dài 119 m dọc theo tuyến phố đại lộ Van Ness và phố Polk và 83,25 m dọc theo các phố Grove và McAllister. Mái vòm của tòa nhà, theo tòa nhà vòm Baroque Les Invalides của Mansart ở Paris, là tòa nhà vòm lớn thứ năm thế giới, cao 94 m tại khu Quận lịch sử Civic Center. Tòa nhà này cao hơn Tòa nhà Quốc hội Hoa Kỳ 35 cm và có đường kính 20 m, đứng trên các dầm 4 x 50 tấn Anh (3,5 x 44,5 tấn) và 4 x 20 tấn Anh (3,5 x 17,8 tấn), mỗi dầm cột sâu 2,7 m và dài 18m. Tòa nhà chứa toàn bọ 7035 tấn kết cấu thép, được ốp bề mặt bằng đá granite Hạt Madera và ốp phía trong bằng đá sa thạch Indiana và đá cẩm thạch từ Alabama, Colorado, Vermont, và Italia. Nhà lầu hình tròn (Rotunda) là một không gian ngoạn mục và các tầng trên dành cho công chúng và có lối vào cho người tàn tật. Đối diện cầu thang lớn, trên lầu 2 là văn phòng của thị trưởng. Tượng bán thân bằng đồng của cựu thị trưởng George Moscone và người kế nhiệm ông Dianne Feinstein, đứng gần đó như ngầm nhắc đến ám sát Moscone, xảy ra cách điểm đó khoảng vài m ở một nhà rotunda nhỏ hơn của lối vào văn phòng thị trưởng. Nội dung chạm khắc trên khu nhà rotunda như sau:

SAN • FRANCISCO 

O • GLORIOVS • CITY • OF • OVR

HEARTS • THAT • HAST • BEEN

TRIED • AND • NOT • FOUND

WANTING • GO • THOV • WITH

LIKE • SPIRIT • TO • MAKE

THE • FVTVRE • THINE

1912 JAMES ROLPH JR. MAYOR 1931

Những từ này đã được viết bởi thị trưởng Edward Robeson Taylor.  Lưu trữ ngày 28 tháng 9 năm 2007 tại Wayback Machine 
and dedicated by Mayor James Rolph.